# Афричко бојиште у Првом светском рату
Афричко бојиште у Првом светском рату се састојало од географски различитих похода око Немачких колонија.
Немачке колоније у Африци стечене су 1880-их и нису биле добро брањене. Такође су били окружени територијама које су контролисале Британија, Француска, Белгија и Португал. Колонијалне војне снаге у Африци биле су релативно мале, лоше опремљене и створене су да одржавају унутрашњи ред, а не да воде војне операције против других колонијалних снага. Берлинска конференција из 1884. је предвидела да европске колоније у Африци буду неутралне ако избије рат у Европи; 1914. ниједна од европских сила није планирала да изазове своје противнике за контролу над прекоморским колонијама. Када је вест о избијању рата стигла до европских колонијалиста у Африци, наишла је на мало ентузијазма виђеног у главним градовима држава које су одржавале колоније. У уводнику часописа Еаст Африцан Стандард од 22. августа тврди се да Европљани у Африци не треба да се боре једни против других, већ да сарађују како би одржали репресију над домородачким становништвом. Рат је био против интереса белих колонијалиста јер су били мали по броју, многа европска освајања су била недавна, нестабилна и функционисала кроз постојеће локалне структуре моћи; организација афричког економског потенцијала за европски профит је тек недавно почела. У Британији је 5. августа именован офанзивни подкомитет Комитета царске одбране који је успоставио принцип да се командовање морима мора обезбедити и да се циљеви разматрају само ако се могу постићи локалним снагама и ако је циљ је помогао приоритет одржавања британских поморских комуникација, пошто су гарнизони британске војске у иностранству враћени у Европу у „империјалној концентрацији“. Сматрало се да су напади на немачке угаљне станице и бежичне станице важни за чишћење мора од трговачких нападача царске немачке морнарице. Циљеви су били у заливу Лудериц, Виндхуку, Дуали и Дар-ес-Саламу у Африци и немачкој бежичној станици у Тоголанду, поред британске колоније Златна Обала у Гвинејском заливу, за коју се сматрало да је рањива на нападе локалних или савезничких снага и на Далеком истоку, што је довело до опсаде Ћингдаоа.
Немачке колоније су обухватале Тоголанд, Немачки Камерун, Немачку Југозападну Африку и Немачку источну Африку. Рат у Африци отвориле су британско-француске снаге нападом на Тоголенд 7. августа 1914. године. Ова акција брзо је завршена тако да је Тоголанд већ 26. августа био у рукама Антанте. После тога британске снаге су кренуле на Немачку источну Африку, али су поражене у бици код Танге. Немачки генерал Паул Емил Летов-Фербек је у дводневној бици (3. новембар-5. новембар 1914. године) поразио надмоћније британске снаге. Његове снаге предале су се тек 14. новембра 1918. године. Удружене британско-француско-белгијске снаге напале су Немачки Камерун септембра 1914. године. Немачке трупе држале су поједине положаје до 1916. године. Јединице британског доминиона Јужноафричке Уније напале су Немачку Југозападну Африку током јануара 1915. године и окончале немачку владавину над данашњом Намибијом маја 1915. године.

## Последице
Рат је означио крај немачког колонијалног царства; током рата, силе Антанте су се представљале као крсташи за либерализам и просветитељство, али постоји мало доказа да су их Африканци сматрали таквима. Многи афрички војници борили су се на обе стране, лојални војном професионализму, а не национализму, а носачи су углавном били привучени платом или су били присиљени. Рат је био последњи период Борбе за Африку; контрола и анексија територије били су главни ратни циљ Европљана, а главно достигнуће Летов-Ворбека било је да се осујети неке од амбиција јужноафричких колонијалиста. Према Версајском споразуму, немачке колоније су подељене између Британије, Белгије, Португала и Јужне Африке. Бивше немачке колоније су стекле независност до 1960-их, осим Југозападне Африке (Намибије) која је стекла независност од Јужне Африке 1990. године.